# Halász Gáspár
Dabasi Halász Gáspár (Szilasbalhás, 1787 – Szilasbalhás, 1859. január 2.) vízépítő mérnök.

## Élete
Halász Sámuel földbirtokos és Balogh Katalin fia. Apja Alsó-Dabasról költözött Szilasbalhásra, ott született meg a család legfiatalabb gyermekeként. Szülei reformátusok voltak, tanulmányait Pápán végezte, majd Pesten szerzett mérnöki oklevelet. Részt vett a Napóleon elleni nemesi felkelésben, így a győri csatában is. Két gyermeke született: Károly és Amália.

### Tevékenysége
A Sárvíz szabályozásánál Beszédes József munkatársa volt, később ő lett a Nádor Csatorna Társulat igazgató-főmérnöke. Kiemelkedő eredményei voltak a vízerő-hasznosítás terén, 1857-ben öntözési tervet készített.
Részt vett a Malom-csatorna létrehozásában, melyre vízimalmokat tervezett.
1836-39 között Arad megye megbízásából ő és Beszédes József irányításával a Sebes-Körös első rendszeres szabályozását végezték el.